# カラフルズ
株式会社カラフルズ は、東京都目黒区緑が丘にある芸能事務所。
「Creative Fast!」をかかげており、アーティストやタレントのマネジメントだけでなく、楽曲制作やライブ・舞台の制作等に注力している。
設立は2019年4月で、創業は堀内基弘。音楽プロデューサーである。
堀内 基弘はDAISHIDANCEの楽曲にも参加していた。

## 概要
『心地良い』をベンチマークに集まったクリエイティブ集団 「カラフルズ」。楽曲の制作を中心に、ライブ・イベントなどの様々なクリエイティブ活動を行っている。
日常生活にほんの少し楽しさを提供する「AMIDASU（アミダス）プロジェクト」も展開。

### 音楽制作
COLORFULLS所属のメンズアイドルグループmicc.(ミック)
ダンス&ボーカルMikazuki（三日月）楽曲提供も行っており、ライブ制作も自社で行っている。
楽曲は大河内航太、石塚英一郎(Sound Aroundメンバー)、守屋友晴らを中心としたチームが制作。
少年T（佐香智久）、Koshin-Shimazも楽曲に参加している。

## 主な所属タレント
- 蔵田尚樹(micc)[2]
- 佐藤愛斗(micc)
- 青木陸斗(micc)
- 三波ひろや（micc）
- 佐香正浩
- 一ノ瀬優
- 松村主税(三日月)[3]
- 広瀬聖(三日月)
- 遼騎(三日月)
- 中川吟亮(三日月)
- 阿部隼也
- 畑顕也
- 木村弦
- 高渕優寿
- 上杉 李旺

## 過去の所属タレント・アーティスト
- 佐香智久（少年T）
- 未来
- 花と風
- 花と風-光